# Шестопьоров Євген Львович
Євге́н Льво́вич Шестопьо́ров (нар. 15 листопада 1885 — пом. 1940?) — радянський ентомолог і орнітолог, знавець фауни Середньої Азії. Збирач величезних колекцій комах і птахів.

## Біографія[1]
Євген Львович Шестопьоров народився 15 листопада 1885 року у Житомирі, в Україні, у родині збіднілого дворянина. Ще хлопчиком збирав колекції комах та мріяв про далекі подорожі. Але за наполяганнями батька наслідував його кар'єру військовика: закінчив Петровський Полтавський кадетський корпус (1903)і петербурзьке Михайлівське артилерійське училище. Завершивши навчання, він був направлений служити поручиком у кінно-гірській батареї у Туркестанському краї: спочатку у Ташкенті, а з 1912 року в Кульджі.
У роки служби він активно вивчав зоологічну літературу, збирав зоологічні колекції і врешті-решт пішов у відставку, аби присвятити себе науці. Його узяли на роботу ентомологом на станцію захисту рослин у Ташкенті. Перша світова війна змусила Є. Шестопьорова повернутися до армії. Він служив у Самарканді, Фергані, Жаркенті. З кінця 1918 року брав активну участь у створенні Ферганського краєзнавчого музею, збирав для нього зоологічні колекції. При цьому лишався військовим і навчав артилерійської справи червоних командирів на курсах у Ашгабаті (1921—1922).
Пішовши у відставку, він викладав у школі природознавство, співробітничав із місцевим музеєм, а в наступні роки працював старшим науковим співробітником Туркменської науково-дослідної зоологічної станції (1924—1938).
В 1938 році Євгена Львовича заарештували за політичним звинуваченням. Подальша його доля невідома, вважають, він помер у ашгабатській в'язниці (1940).

## Наукові дослідження
Є. Шестопьоров не мав спеціальної освіти і вивчав фауну як зоолог-аматор. Попри це йому вдалося зробити вагомий внесок у науку. Він став одним з перших зоологів — досліджувачів території Туркестанського краю.
У 1918—1919 роках він спостерігав та збирав птахів у Жаркенті і Тишкані, ймовірно, виїжджаючи до літнього військового табору, розташованого в останньому місці. Особливо цінними є його описи пташиних гнізд, яких йому вдалося знайти чимало. Результати цієї роботи узагальнені у статті 1929 року.
У 1920—1930-х роках Є. Шестопьоров працював у Східних Каракумах (Репетек), на гірських хребтах Великому і Малому Балханах, на Копетдазі, у долинах річок Атрек, Теджен, Бартанг, Амудар'я, поблизу озер Ельджик і Ясхан, в Дашогузі. Колекції, зібрані ним, становили декілька тисяч птахів та понад 100 000 жуків.
Є. Шестопьоров видав перший визначник птахів Туркменістану.
Пам'ять дослідника вшанували колеги, назвавши його ім'ям відкриті ними види і підвид тварин (ймовірно — по матеріалах його колекцій):
- кеклик азійський Alectoris chukar shestoperovi Sushkin, 1927;
- сарана Hyalorrhipis shestoperovi Uvarov & Moritz, 1929;
- жук златка Julodella shestoperovi Stepanov, 1959;
- хрущ Chioneosoma shestoperovi Semenov & S. I. Medvedev, 1936;
- пильщик Allantus shestoperovi Ushinskij, 1936;

Багатоніжки ківсяки:
- Cylindroiulus schestoperovi Lohmander, 1932;
- Peltopodoiulus schestoperovi Lohmander, 1933;
- Dendroiulus schestoperovi Lohmander, 1932;
- Caspiopetalum schestoperovi Lohmander, 1931.